# گویچه قطبی

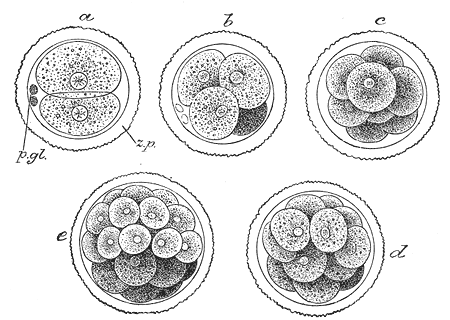
مراحل اولیه لقاح اووم پستانداران. نیم-طرح‌واره z.p مخفف زونا پلوسیدا و p.gl مخفف گویچه قطبی است. a) مرحله دو-سلولی b) مرحله چهار-سلولی c) مرحله هشت-سلولی d-e) مرحله مورولا.

گویچهٔ قطبی (به انگلیسی: Polar Body)، سلول هاپلوئید کوچکی است که همزمان با سلول تخم، طی اووژنز تشکیل می‌شود، اما توانایی لقاح را ندارد.
وقتی که سلول‌های دیپلوئیدی خاصی در جانوران پس از میوز، متحمل سیتوکینز شده تا سلول‌های تخم پدید آیند، برخی مواقع این تقسیم به صورت نامتقارن و غیر یکسان صورت می‌پذیرد. بیشتر سیتوپلاسم به یک سلول دختری جداسازی شده، که در نهایت تبدیل به تخم یا اووم می‌شود، درحالی که قسمت‌های کوچک‌تر را که تنها بخش کوچکی از سیتوپلاسم را دربر می‌گیرند را به نام گویچه‌های قطبی می‌شناسند. این گویچه‌ها اغلب می‌میرند و توسط آپوپتوز تجزیه می‌شوند، اما برخی از آن‌ها باقی مانده و می‌توانند در چرخه حیات جاندار نقش مهمی را ایفا کنند.